# Антонов, Владимир Сергеевич (музыкант)
Владимир Сергеевич Антонов (23 августа 1932, Воронеж — 8 октября 2006, Киев) — украинский и советский музыкант-флейтист, солист симфонического оркестра Национальной оперы Украины им. Т. Г. Шевченко, Народный артист Украины (1998), лауреат Украинского конкурса музыкантов-исполнителей на духовых инструментах (1957), педагог, профессор Национальной музыкальной академии им. П. И. Чайковского в Киеве.

## Биография
Родился в семье музыканта-флейтиста.
Выпускник Киевской консерватории им. П. И. Чайковского по классу флейты (класс А. Ф. Проценко, 1955 г.).
В 1967 окончил аспирантуру.
С 1968 года — солист симфонического оркестра Национального театра оперы и балета Украины им. Т. Г. Шевченко, с 1960 — преподаватель Киевской консерватории, позже — заведующий кафедрой духовых и ударных инструментов Национальной музыкальной академии им. П. И. Чайковского в Киеве.

## Творчество
Яркий представитель украинской национальной исполнительской музыкальной школы академического направления.
Более 50 лет был солистом, концертмейстером группы флейт симфонического оркестра Национального театра оперы и балета Украины им. Т. Г. Шевченко. Кроме работы в оркестре, вёл концертную деятельность как солист, а также в различных камерных оркестрах и ансамблях.
На концертной эстраде пропагандировал произведения мировых классиков и современных современных украинских композиторов.
В. Антонов был исполнителем-виртуозом, солистом высокой культуры с совершенным чувством фразы и динамики. Его мастерство особенно ярко проявилась в операх В. А. Моцарта, Д. Д. Шостаковича, П. И. Чайковского. На протяжении всей творческой деятельности в разные годы исполнял сольные партии в оркестре под руководством выдающихся дирижёров: И. И. Блажкова, А. Г. Власенко, И. Гамкало, Ф. И. Глущенко, В. Б. Гнедаша, А. М. Канерштейна, В. М. Кожухаря, Н. Ф. Колессы, В. С. Тольбы, Н. Г. Рахлина, Г. Н. Рождественского, К. А. Симеонова, С. В. Турчака и других.
Автор методических пособий и работ по методике обучения игре на флейте.

## Память
В 2011 году по инициативе Киевского института музыки им. Р. Глиэра проводится Всеукраинский конкурс молодых исполнителей на деревянных духовых инструментах им. В. С. Антонова.